# Modern Combat 2: Black Pegasus
Modern Combat 2: Black Pegasus Шутер от первого лица 2010 года, разработанный и изданный компанией Gameloft для iOS, Android, Xperia Play и BlackBerry PlayBook и продолживший серию Modern Combat. Это сиквел игры Modern Combat: Sandstorm, 2009 года выделившийся похорошевшей графикой и появлением мультиплеера. В 2011 году, вышел триквел, под названием Modern Combat 3: Fallen Nation.

## Игровой процесс
Геймплей этой части мало чем отличается от предшественника и так же копирует геймплей игр Call of Duty 4: Modern Warfare и Call of Duty: Modern Warfare 2. Для управления, игроку доступны три персонажа: член отряда «Дельта» — лейтенант Уорренс (главный герой первой части), член отряда «Бритва» — сержант Андерсон и член отряда «Мустанг» — рядовой Ньюман
Управление игры осуществляется с использованием виртуальных кнопок и виртуальных стиков на сенсорном экране, а также с использованием гироскопа. Кроме возможностей из первой части (приседания, использование прицела, стрельба и броски гранат), добавились такие функции, как подбор оружия у убитых врагов, пересечение препятствий и функция ближнего боя. Все управление по прежнему поддается тонкой настройке в главном меню. Кроме того, в сюжетной кампании часто встречаются интерактивные кат-сцены. Графика серьезно шагнула со времен первой части, благодаря использованию нового игрового движка.

### Мультиплеер
Кроме сюжетной кампании, игра включает в себя онлайн-мультиплеер до 10 игроков на матч. Для игры доступно 4 режима — «Захват флага»(Capture the flag), «Командный бой(Team-deatmatch)», «Каждый сам за себя (Deathmatch)» и обезвреживание бомбы (Demolition). Игра имеет систему прокачки, позволяющую развиваться вплоть до 72 уровня и попасть в мировую таблицу лидеров, а также разблокировать новое вооружение и экипировку
12 апреля 2011 года, для игры вышло DLC «Modern Combat 2: Black Pegasus Multiplayer Map Pack 1», добавляющее в игру три новых карты и исправляющее ошибки на старых

### Вооружение в игре
Во второй части игры, было добавлено восемь образцов вооружения, а также различные варианты его модификации и разнообразные модули, такие как глушители, прицелы и т. д.
В одиночной кампании оружие можно найти на локациях или забрать с трупов врагов, а в мультилеере все оружие (КромеАК-47 и Beretta M9). В сетевой игре также возможно модифицировать оружие, повышая его характеристики и устанавливая дополнительные модули
В игре представлены такие образцы вооружения, как AK-47, S1 Custom, M40A3, M249, MN106 (вымышленная штурмовая винтовка, прообразом для которой послужила M16A3), Benelli M4, Dragonitch (на основе СВД), RPG-7, Beretta M9, MAC-11, Desert Eagle и MP5

## Сюжет
Игра начинается с пленения двух членов отряда «Мустанг» международной террористической группировкой, в результате авиакатастрофы. Главного героя (Ньюмана) спасает от смерти рядовой Даунс и вместе, они, делают попытку побега. Однако террористам удается пресечь побег и поймать солдат
Действие переходит в момент, предшествующий падению вертолета и пленению героев. Отряд Дельта захватывает нефтяную вышку, в попытке найти Кали Гази (приспешника Абу Бахаа, антагониста первой части). Несмотря на потери, они выполняют миссию и приступают к допросу террориста, с целью узнать имя нового босса
Сюжет переходит к отряду «Бритва», сопровождающему ближневосточного политика Азими, направляющегося к посольству США для мирных переговоров. Конвой подвергается атаке. Прибыв в посольство, отряд отправляется на спасение Азими, но оказываться что он работает на террористов. После непродолжительного боя, Азими гибнет, упав с большой высоты
Руководствуясь информацией, предоставленной Кали Гази, отряд «Мустанг» ловит Никитича — восточноевропейского торговца оружием, который рассказывает о Поповиче — своем начальнике, имеющим информацию о других лидерах террористической сети. Отряд атакует его бункер времен холодной войны, где их ловят террористы и начинаются события игры
Сюжет переходит в начало, когда поймали Ньюмана и Даунса, им удалось спастись благодаря помощи «Бритвы». Этот отряд использует информацию, полученную от спасенных солдат и находит виллу лидера группировки, откуда он вовремя сбегает. Его переводчик помогает найти спасательный вертолет. После успешной операции, отряду удается догнать и уничтожить антагониста

## Критика
Игра получила отзывы, намного более лучшие чем у первой части. Большинство рецензентов отмечали сильно похорошевшую графику, прекрасный мультиплеер и в целом весьма сильный прорыв, по сравнению с первой частью